# コメット・オーバー・ブロードウェイ
『コメット・オーバー・ブロードウェイ』（Comet over Broadway）は、1938年のアメリカ合衆国のドラマ映画。ケイ・フランシスが主演し、ワーナー・ブラザースより公開された。監督のバスビー・バークレーの体調が悪化し、ジョン・ファローが代役を務めたがクレジットされなかった。

## ストーリー
小さな街のガレージのオーナーであるビル・アップルトン(ジョン・リテル)の妻であるイヴ・アップルトン(ケイ・フランシス)は舞台で活躍することを強く望んでいる。ビルはある俳優とイヴをめぐって口論となり、誤って殺害して収監される。イヴはビルが保釈されるまでの間、幼い娘の世話をしながら舞台での活動を続ける。
その後、イヴは友人のアダムス夫人(ミナ・ゴンベル)に娘を泣く泣く預ける。バート・バリン(イアン・ハンター)と親しくなり恋に落ちるが、イヴは海外に出て舞台で成功する。アメリカに戻り「ブロードウェイのスター」となるが、地元の弁護士ジョー・グラント(ドナルド・クリスプ)により過去のできごとを思い知らされる。

## キャスト
- イヴ・アップルトン: ケイ・フランシス
- バート・バリン: イアン・ハンター（英語版）
- ビル・アップルトン: ジョン・リテル（英語版）
- ジョー・グラント: ドナルド・クリスプ
- アダムス(ティム): ミナ・ゴンベル（英語版）
- ジャッキー・アップルトン: サイビル・ジェイソン（英語版）
- エマーソン: メルヴィル・クーパー（英語版）
- ウィルトン・バンクス: イアン・キース（英語版）
- ジャネット・イートン: リオナ・マリクル
- ブロガン: レイ・メイヤー
- アップルトン夫人: ヴェラ・ルイス（英語版）
- ヘインズ: ナット・カー
- ウィリス: チェスター・クルート（英語版）
- ハーヴェイ: エドワード・マクウェイド（英語版）
- ベンソン: クレム・ビヴァンズ（英語版）

## 制作

### 配役の経緯
1937年5月、ワーナー・ブラザースは、フェイス・ボールドウィンの原作でケイ・フランシス主演の作品の制作を発表した。
1938年2月、フランシスに代わり、『黒蘭の女』の撮影を終えたばかりで『結婚スクラム』を降板してスケジュールが6週間あいていたベティ・デイヴィスが主役に配役された。そしてウィリアム・キーリーが監督を務めることになった。さらに『黒蘭の女』に出演していたジョージ・ブレントとドナルド・クリスプが出演することとなった。同年、フランシスはジョン・ファロー監督の『My Bill』に出演することとなった。
イアン・キース、RKOのウォルター・エイベル、ロナルド・レーガンが共演することとなり、1938年4月上旬に撮影が開始されることとなった。
これまでデイヴィスはありきたりな映画に立て続けに出演させられ、ワーナー・ブラザースからの独立を訴え、アカデミー主演女優賞を受賞した後でもあり、この作品への出演は不本意であった。
デイヴィスが満足するよう脚本を書き換えるための会議が複数回行なわれた。3月30日の撮影開始日、デイヴィスは不満を訴えて降板した。
ワーナー・ブラザースはアイリーン・ダンに脚本を送り、出演を伺った。1939年にデイヴィスは『静かなる抵抗』に出演予定であったが、ワーナー・ブラザースはデイヴィスを降板させた。
4月1日、ワーナーはデイヴィスを活動停止処分にした。デイヴィスによると、本作は病気のため出演できなかったが、おとぎ話のようなよくある作品でなくキャリアアップに繋がるような作品であれば出演したかったと語った。デイヴィスは撮影所に行こうとはしたが、体調を悪化させてまで出演するような作品とは思えなかったのである。監督を務めるはずだったキーリーは他の作品の監督を務めることとなった。
同じ週、ディック・パウエルは『Garden of the Moon』の出演を拒否したとして活動停止処分となった。
ワーナー・ブラザースはデイヴィスと映画俳優組合を相手取り、問題解決に時間が必要として不服を申し立てた。
デイヴィスは活動休止を受け、ワーナー・ブラザースがバスビー・バークレー監督のミュージカル『Garden of the Moon』の出演をオファーした際、これを固辞した。デイヴィスは『黒蘭の女』以降、年内ほとんど活動を休止しており、のちに、キャリアを中断すること、収入のない生活を送ることは相当な覚悟が必要だったと語った。
4月末、デイヴィスとワーナー・ブラザースの制作長であったハル・B・ウォリスは、デイヴィスがワーナー・ブラザースの『黄昏 (1938年の映画)』に出演することで合意した。
ミリアム・ホプキンスが本作の主役に配役された。1週間後、他の作品への出演を理由に降板し、結局最初に配役されていたフランシスが演じることとなった。バスビー・バークレーが監督を務めることとなった。

### 撮影
1938年7月に撮影が開始した。
題名は制作中に「Comet Over Broadway」から「Curtain Call」になったが、その後元に戻った。